# Bas-relief représentant Jeanne d'Arc à Poitiers
Ce bas-relief est posé sur le socle de la statue de Jeanne d'Arc, square des Cordeliers à Poitiers. Il la représente face aux théologiens de l'Université de Paris, qui s'étaient réfugiés à Poitiers. Cet examen a eu lieu afin de savoir si elle disait la vérité à propos de ses visions.